# Scandix pecten-veneris
Scandix pecten-veneris là một loài thực vật có hoa trong họ Hoa tán. Loài này được L. miêu tả khoa học đầu tiên năm 1753.

## Hình ảnh

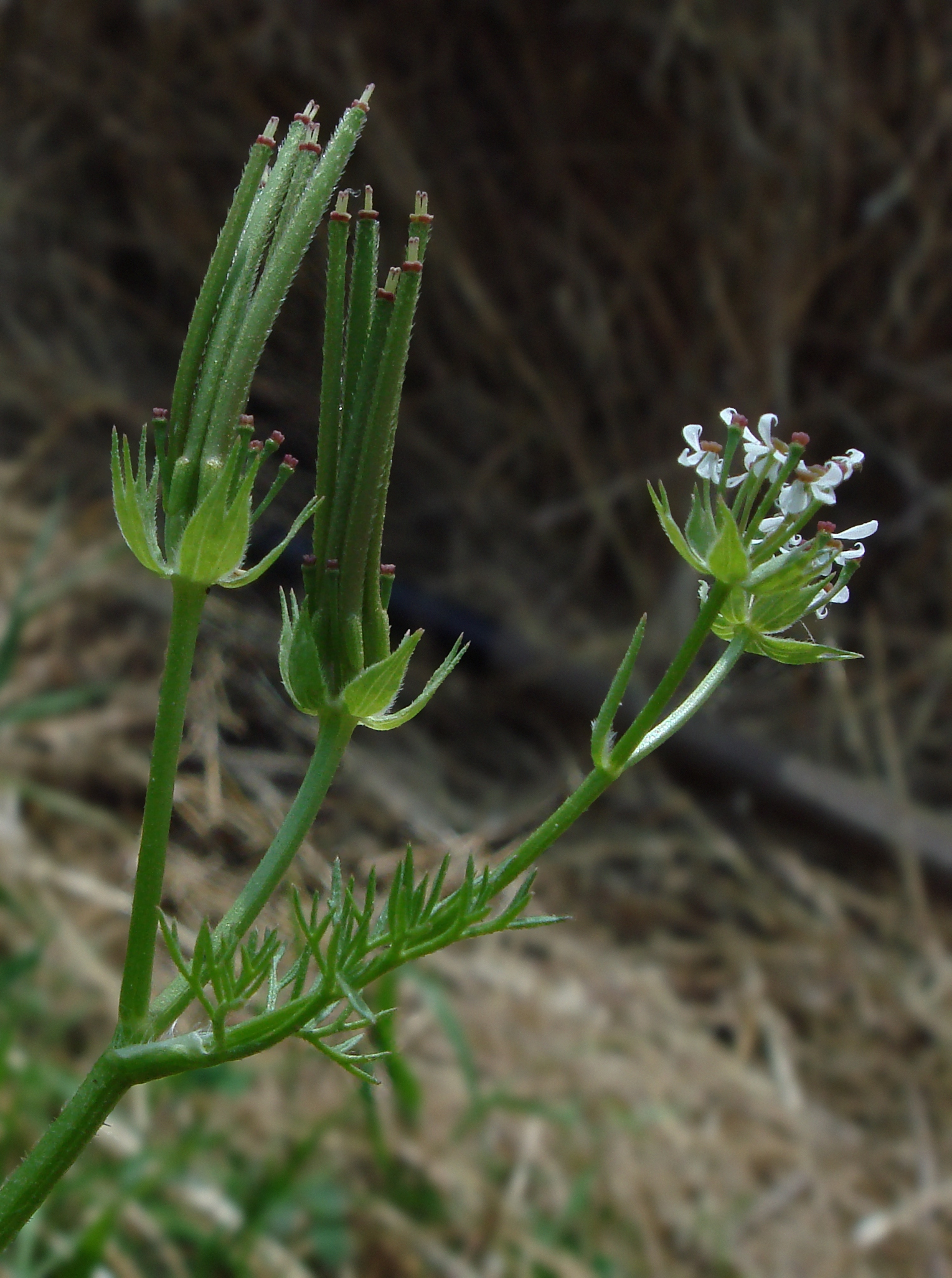
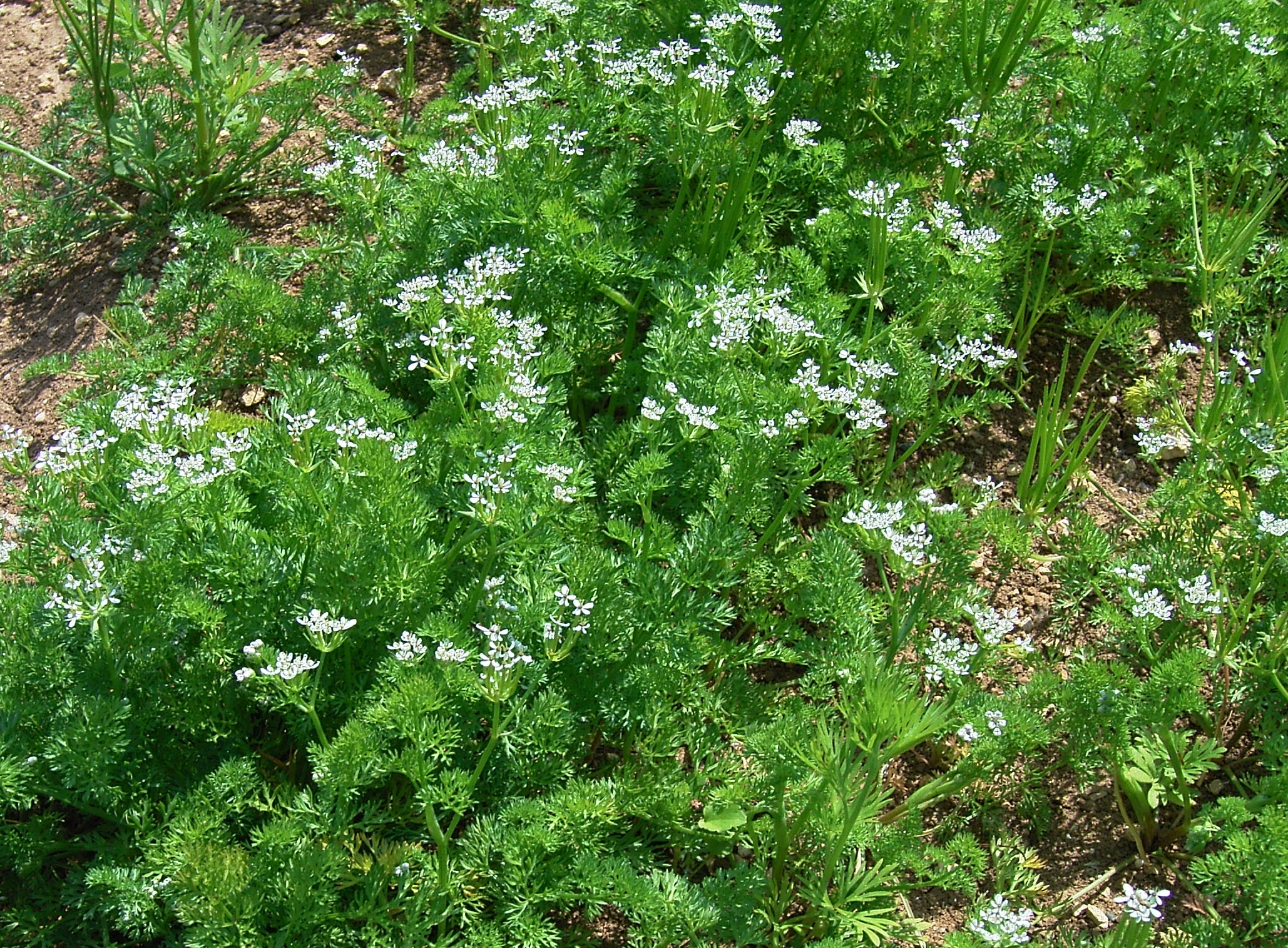
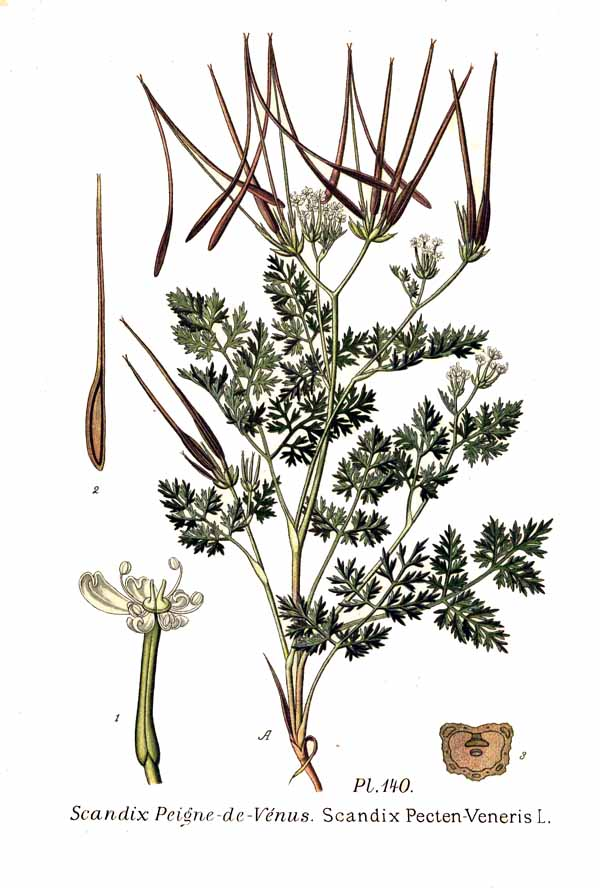
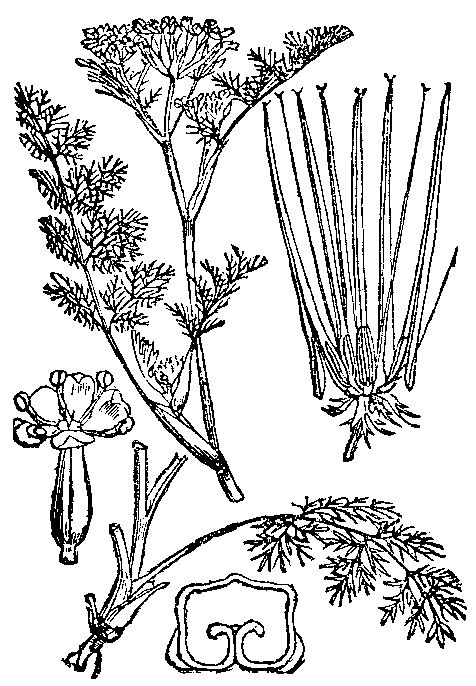